# Brouwerij Vooruit

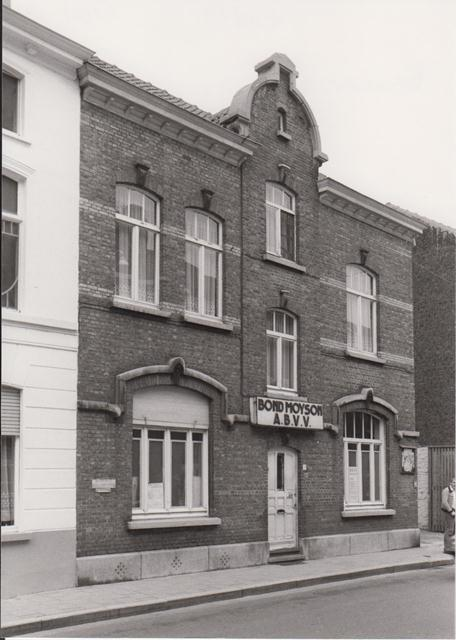
De voorgevel aan de Dahliastraat in 1979.

Brouwerij Vooruit is een voormalige brouwerij van de Coöperatieve Maatschappij Vooruit in de Belgische stad Gent en was actief van 1907 tot 1944. De gebouwen zijn opgenomen in de inventaris van onroerend erfgoed.

## Bieren[1]
- Export
- Osborne Stout
- Triomf
- Vooruit Pils
- Vooruit's Export

Ter gelegenheid van het 100-jarige bestaan van het Feestlokaal Vooruit werd het Triomfbier opnieuw gebrouwen, door Brouwerij Dupont.